# Videoclip Italia Awards 2023
La 2ª edizione dei Videoclip Italia Awards si è tenuta il 11 giugno 2023 presso il Monk di Roma.

## Premi e candidature
I vincitori sono indicati in grassetto, a seguire gli altri candidati.

### Premi speciali

#### Miglior videoclip italiano
- Quattro Pareti – Arssalendo; regia di Giada Bossi

#### Miglior videoclip internazionale
- Nadie – Sin Bandera; regia di Hernan Corera, Juan Piczman
- Easy Prey – Moderat; regia di Cyprien Clément-Delmas
- Technicolour – The Comet is Coming; regia di Charlie Robins
- Unholy – Sam Smith e Kim Petras; regia di Floria Sigismondi
- Music for a Sushi Restaurant – Harry Styles; regia di Aube Perrie

#### Miglior videoclip low budget
- First Time – Palindrome; regia di LESYEU
- Oh Là Là! – Lazzaretto; regia di Antonio Michele Stea
- Aquila – Sasso, Enrico Gabrielli e Èlia; regia di Donato Canosa
- Quindici – Baobab!; regia di Broga’s
- La classe operaia va in Paradiso – Calibro 35; regia di Trilathera

#### Miglior videoclip di animazione
- Suffer! Suffer! – Rhabdomantic Orchestra; regia e animazione e Matteo Cozzo
- Incubo – Collywobbles; regia e animazione di Maddalena Gattoni e Marco Uggè
- Dubbi – Marracash; regia e animazione di Tarik Berber
- I Love It – Elephants in the Room; regia e animazione di Stefano Bertelli
- No one you know – C’Mon Tigre e Xenia Rubinos; regia di Danijel Žeželj, animazione di Petra Balekić, Maja Duvnjak e Danijel Žeželj

#### Miglior regista under 35
- Giada Bossi
- Francesco Lettieri
- Donato Sansone
- Tommaso Ottomano
- Enea Colombi

#### Miglior regista
- Simone Peluso
- Marco Cavazzin
- Goofy Studio
- Davide Rosano
- Amedeo Zancanella

### Generi musicali

#### Miglior videoclip pop
- Ovunque sarai – Irama; regia di Enea Colombi
- Ti voglio – Hu, Vergo e Cmqmartina; regia di Giada Bossi
- Giovani Wannabe – Pinguini Tattici Nucleari; regia di Broga’s
- Ricordi – Pinguini Tattici Nucleari; regia di Bendo
- Quarta rivoluzione industriale – Eugenio in Via Di Gioia e Elio; regia di Eugenio Cesaro

#### Miglior videoclip rock
- The Loneliest – Måneskin; regia di Tommaso Ottomano
- I Love It – Elephants in the Room; regia di Stefano Bertelli
- Umano – Mandark; regia di Davide Rosano
- Hypnos – Melancholia; regia di Megan Stancanelli
- A Long Goodbye – Gianluca Grignani; regia di Isabella Noseda

#### Miglior videoclip rap/trap
- Propaganda – Fabri Fibra, Colapesce Dimartino; regia di Cosimo Alemà
- Signore del bosco – Dardust e Massimo Pericolo; regia di Byron Rosero
- Occhi rossi – Coez; regia di Fele La Franca e Alessandro Albanese
- Pioggia – Leon Faun; regia di Giammarco Boscariol
- Tilt – Mecna, CoCo e Sangiovanni; regia di Amedeo Zancanella

#### Miglior videoclip indie
- Quindici – Baobab!; regia di Broga’s
- Castelli di lenzuola Ariete; regia di Simone Peluso
- Testate/Farmacie/Patatrac –  Sergio Ruggeri; regia di Trilathera

- Freccia – Clavdio; regia di Riccardo Sergio e Gabriele Skià
- Sirene e pirati – Tamango; regia di Tamango, Simone Coppola, Luca Giraudo e Filippo Scimone

#### Miglior videoclip elettronica
- Solo Insieme – Ceri; regia di Giada Bossi
- Us – Nother, Moon Leap; regia di Marco Santi
- Before Life – Indian Wells; regia di Gianvito Cofano
- Partenope – Liberato; regia di Francesco Lettieri
- Fortefragile – Meg; regia di Bianca Peruzzi

#### Miglior videoclip alternativo
- Quattro Pareti – Arssalendo; regia di Giada Bossi
- Twist Into Any Shape – C’mon Tigre; regia: di Donato Sansone
- Broken Melody – Caterina Barbieri; regia di Iacopo Carapelli
- Amam ancora – Nziria; regia di Bianca Peruzzi
- Suffer! Suffer! – Rhabdomantic Orchestra; regia di Matteo Cozzo

### Premi tecnici

#### Migliore fotografia
- The Loneliest – Måneskin; fotografia di Marco De Pasquale
- Quindici – Baobab!; fotografia di Francesco Lorusso
- Broken Melody – Caterina Barbieri; fotografia di Giuseppe Favale
- Ovunque sarai – Irama; fotografia di Marco De Pasquale
- Sirene e pirati – Tamango; fotografia di Luca Giraudo, Filippo Scimone e Simone Coppola

#### Migliore montaggio
- Quattro Pareti – Arssalendo; montaggio di Filippo Patelli
- Bubble – Takagi & Ketra, Thasup e Salmo; montaggio di Giulio Rosati
- Dove vai? – Chiello; montaggio di Tommaso Ottomano
- The Loneliest – Måneskin; montaggio di Tommaso Ottomano
- Ti voglio – Hu, Vergo e Cmqmartina; montaggio di Valeria Corà

#### Migliore scenografia
- Dove vai? – Chiello; scenografia di Martina Nardulli
- Fortefragile – Meg; scenografia di Michela Croci
- Partenope – Liberato; scenografia di Marcella Mosca
- Storie tristi – Paky; scenografia di  Labatà
- Us – Nother, Moon Leap; scenografia di Francesco Falanga

#### Migliore color granding
- Sirene e pirati – Tamango; color granding di Simone Lizza
- Ali – Irama; color granding di Alessandro Rocchi
- Importante – Marracash; color granding di Valerio Liberatore
- Us – Nother, Moon Leap; color granding di Lorenzo Ameri
- Quattro Pareti – Arssalendo; color granding di Orash Rahnema

#### Migliori effetti visivi
- Ali – Irama; effetti visivi di Giuseppe Orlando, Biagio Casciaro e Francesco Lorusso
- Broken Melody – Caterina Barbieri; effetti visivi di Mauro Moretti e Roberto D’Ippolito
- Signorina mani avanti – Manuel Agnelli; effetti visivi di Donato Sansone
- Ovunque sarai – Irama; effetti visivi di Mauro Moretti e Riccardo Stasi
- The Loneliest – Måneskin; effetti visivi di  Patrizio Lamura, Sonia Bordin, Lorenzo Giannotti Pret e Laura Bianchi

#### Migliore styling
- Partenope – Liberato; styling di Edoardo Russo
- Brividi – Mahmood e Blanco; styling di Susanna Ausoni e Tiny Idols
- La dolce vita – Fedez, Tananai e Mara Sattei; styling di Roberta Blarasin, Giulio Casagrande, Nick Cerioni e Simone Furlan
- Tribale – Elodie; styling di Lorenzo Posocco e Serena Nasti
- The Loneliest – Måneskin; styling di Sara Costantini e  Anastasiia Gutnyk

#### Migliore make-up & hair
- Caramelle – Bautista; make-up di Vanessa Icareg, hair style di Sara Bergaglio e Sara Guerrasio
- Partenope – Liberato; make-up di Valentina Iannuccilli, hair style di Daniela Tartari
- Tribale – Elodie; make-up di Daniele Lorusso e Miriam Carino, hair style di Andrea Soriga
- Poliamore – Garage Gang, make-up di Alice Quartarone, hair style di Erika Marchitelli
- Disco (I Love It) – Ditonellapiaga; make-up di Daniele Peluso e Valentina Rosano, hair style di Danilo Spacca